# Le cronache di Narnia - Il viaggio del veliero
Le cronache di Narnia - Il viaggio del veliero (The Chronicles of Narnia: The Voyage of the Dawn Treader) è un film del 2010 diretto da Michael Apted e prodotto da 20th Century Fox e da Walden Media. La pellicola è basata sul romanzo Il viaggio del veliero, terzo libro del ciclo Le cronache di Narnia scritto da C. S. Lewis, e racconta del viaggio di Re Caspian, dei fratelli Lucy ed Edmund Pevensie, del cugino Eustace Scrubb e del topo Ripicì per le misteriose isole del mondo di Narnia. Il film è stato distribuito a partire dal 9 dicembre 2010, anche in versione 3D.

## Trama
Mentre Susan Pevensie e Peter sono ospiti del Prof Kirke a Cambridge negli Stati Uniti d'America, i fratelli Lucy ed Edmund sono ospiti dall'odioso e petulante cugino Eustace Scrubb, rimpiangendo Aslan e i tempi in cui erano sovrani nel mondo di Narnia. Un giorno, mentre fissano un dipinto raffigurante un veliero, l'acqua del quadro straborda e i tre vengono risucchiati all'interno, riapparendo nel mare di Narnia. Salgono a bordo del Veliero dell'Alba guidato dai loro amici Re Caspian e Ripicì, valoroso topo spadaccino. Caspian è alla ricerca dei sette Lord di Telmar fedeli a suo padre, esiliati sulle isole dal perfido zio Miraz prima che venisse ucciso. 
Il Veliero sbarca su un'isola apparentemente disabitata, in realtà preda di mercanti di schiavi che catturano Caspian, Lucy, Edmund ed Eustace. Mentre Lucy e Eustace vengono portati all'asta degli schiavi, Caspian e Edmund in prigione trovano Lord Bern, che spiega loro come la gente dell'isola venga sacrificata dai mercanti ad una misteriosa e malefica nebbia verde e come gli altri sei Lord siano partiti alla ricerca della sua sorgente, al fine di distruggerla. Una volta liberi grazie all'intervento dell'equipaggio della nave, Lord Bern dona a Caspian la sua spada magica narniana e il gruppo riparte, sbarcando su un'altra isola. Qui Lucy viene rapita da esseri invisibili, che le intimano di entrare in casa di un mago e pronunciare l'incantesimo che li renderà di nuovo visibili; in realtà il mago, che in seguito si rivela un uomo benevolo di nome Coriakin, cercava un modo per proteggere dalla nebbia gli esseri, chiamati tontopodi, ma loro non l'avevano mai capito. Coriakin spiega al gruppo che per sconfiggere la nebbia dell'Isola delle Tenebre occorre portare le sette spade dei Lord alla tavola di Aslan sull'isola di Ramandù, un luogo raggiungibile solo seguendo la grande Stella Azzurra nel cielo. Lucy intanto, che da sempre invidia la bellezza di Susan, sottrae al mago un incantesimo per trasformarsi nella sorella, ma dopo una terribile visione scatenata dal sortilegio, in cui la ragazza scopre dai fratelli che essi non ricordano né lei né Narnia, appare Aslan che la salva, ricordandole di non dubitare mai del suo immenso valore, soprattutto perché senza di lei i quattro Pevensie non avrebbero appunto mai trovato Narnia.
Il gruppo approda poi su un'isola vulcanica; mentre l'equipaggio è intento a raccogliere provviste, Eustace si perde e va a finire in un canyon pieno di tesori, ma mentre è impegnato a saccheggiarlo non si accorge della nebbia verde che lo avvolge. Lucy, Edmund e Caspian invece si intrufolano nelle profondità dell'isola, dove ritrovano la spada e il corpo di Lord Restimore, caduto dentro un'acqua magica che trasforma in oro tutto ciò che tocca. Edmund cade sotto l'influsso della nebbia e litiga con Caspian, accusandolo di metterlo in ombra come già aveva fatto Peter, ma Lucy li fa riappacificare. Tornati sulla nave vengono attaccati da un drago dorato, che si rivela essere Eustace, vittima di un sortilegio dopo aver trovato il tesoro incantato. Tra i gioielli il gruppo ritrova inoltre la spada e lo scheletro di Lord Ortisian, mentre Eustace stringe amicizia con Ripicì e si rende utile all'equipaggio trainando la nave, in attesa di trovare un modo per tornare umano.
Dopo aver finalmente avvistato la Stella Azzurra, l'equipaggio raggiunge l'isola di Ramandù, ed una volta arrivato alla tavola di Aslan, il gruppo scopre altri tre Lord (Lord Revilian, Lord Mavramorn e Lord Argoz) che giacciono lì addormentati e avvolti dalla vegetazione. La Stella Azzurra scende dal cielo e si trasforma in un'affascinante ragazza, Lilliandil, che offre loro da mangiare, spiegando che i tre Lord sono sotto un incantesimo, poiché stavano per compiere violenze su quell'isola sacra e che l'ultima spada si trova sulla pericolosa Isola delle Tenebre, dove la nebbia fa apparire le peggiori paure di chi vi si addentra. Recatisi laggiù, il gruppo trova Lord Rhoop che, spaventato e spinto alla follia dalla nebbia, colpisce con la sua spada narniana Eustace. Mentre un mostruoso serpente marino rischia di distruggere il veliero, Aslan salva Eustace, atterrato a seguito della ferita su un'isola lì vicina, ridonandogli la forma umana e conducendolo su Ramandù, dove depone la spada mancante; Edmund invece affronta e vince la sua paura, la Strega Bianca, colpendo a morte il feroce serpente marino. La nebbia verde si dirada e ricompare la gente sacrificata; Aslan conduce infine l'equipaggio ai confini di Narnia, dove inizia la sua terra. Aslan permette a Ripicì di entrarvi, saluta Caspian, che farà ritorno a casa, ripromettendosi di essere un re migliore, nonostante il leone gli dica di esserlo già, e rimanda in Inghilterra Lucy, Edmund ed Eustace, dicendo ai primi due che sono ormai troppo grandi per fare ritorno a Narnia, come Peter e Susan, consolandoli aggiungendo che potranno comunque reincontrarlo anche sulla Terra, sotto un altro nome. Eustace è quindi l'unico dei tre che potrebbe essere richiamato a Narnia.
I ragazzi tornano infine a casa attraverso una porta d'acqua.

## Personaggi
- Fratelli Pevensie: in questo film i veri protagonisti sono Lucy ed Edmund, dato che Peter e Susan sono assenti (Susan appare in qualche scena e Peter solo in un brevissimo cameo), poiché sono lontani e quindi non vanno a Narnia.
- Eustace Scrubb: è il nuovo protagonista del film, e il cugino dei fratelli Pevensie, un ragazzo petulante, odioso, egoista, arrogante, viziato e vanitoso. Ha un rapporto di antipatia sia con Lucy che con Edmund, con quest'ultimo particolarmente. Durante la sua avventura a Narnia imparerà ad essere più coraggioso, gentile e leale, specie quando è trasformato in drago dalla nube. Diventerà un grande amico di Ripicì, con cui combatterà la perfida nube.
- Caspian X: è il principe del secondo film, diventato re durante l'assenza dei Pevensie. In questo film dimostrerà di essere molto più saggio di quanto lo fosse nel secondo film.
- Aslan: è il saggio leone dei primi due film, divinità di Narnia. In questo film appare solo in un sogno di Lucy e alla fine del viaggio.
- Drinian: è il capitano della nave su cui viaggiano Caspian e i Pevensie. È un uomo coraggioso, saggio e gentile. Si dimostrerà un fedele amico e servitore di Caspian, aiutandolo in ogni occasione e dandogli sempre ottimi consigli.
- Ripicì: il topo guerriero del precedente film, ora consigliere di Caspian. Conosce sul Veliero dell'Alba Eustace e dapprima scherzoso prendendolo in giro, avrà compassione per lui quando la nube lo trasforma in un drago. Combatterà al suo fianco, divenendo suo amico. Alla fine decide di morire andandosene nell'aldilà, a casa di Aslan.
- Nebbia Verde: la minaccia principale del film, assente nel libro. Si tratta di una nebbia proveniente dall'isola delle tenebre che ha il poter di prendere la forma delle paure o dei brutti ricordi della gente (nel caso di Edmound prende le sembianze della Strega Bianca, mentre in quello di Caspian quello di suo padre che lo rimprovera). Viene distrutta con l'unione delle sette spade dei lord e l'uccisione del serpente, lasciando liberi gli umani narniani che aveva imprigionato.
- Reeze: è un abitante del villaggio dove arrivano Caspian e gli altri all'inizio del film. È coraggioso e caparbio, fa parte dei primi umani narniani, dopo la pace tra Narnia e Telmar nel secondo film, tre anni prima. Essendo stato un marinaio, è esperto di navigazione. Si unirà a Caspian quando verranno per liberare la moglie Eleine, prigioniera della nube che minaccia Narnia.
- Gelle Reeze: è la figlia di Reeze. È una bambina timida, dolce e coraggiosa. Vuole molto bene al padre e deciderà di seguirlo, anche se lui glielo aveva proibito. Si affezionerà particolarmente a Lucy, in cui vedrà una specie di sorella maggiore e che prenderà come modello per diventare adulta.
- Coriakin: è un mago. È un uomo misterioso e solitario, anche se educato. Sarà lui a dire dove andare quando Caspian e gli altri arriveranno sulla sua isola.
- Lilliandil: è una stella, figlia del cosmo Ramandu (lui non viene mostrato, ma solo citato) ed è l'unica abitante dell'isola dove vengono diretti Caspian e gli altri. Appare solo in una scena, e per questo il suo carattere non è chiaramente descritto, anche se dal suo comportamento è facilmente intuibile che sia una donna sensibile ed educata. Alla fine, come nel libro, sposa Caspian.

## Produzione

### Pre-produzione
Michael Apted ha preso il posto in regia di Andrew Adamson, che ha preferito concentrarsi sulla produzione insieme a Mark Johnson, Perry Moore e Douglas Gresham. Steven Knight ha scritto la sceneggiatura in collaborazione con Christopher Markus e Stephen McFeely. Le scenografie e gli effetti speciali sono stati affidati a Richard Taylor, Isis Mussenden e Howard Berger con Jim Rygiel. Il film è uscito il 10 dicembre 2010 negli Stati Uniti e Regno Unito.
Inizialmente la produzione doveva iniziare nel gennaio del 2008 e doveva essere distribuito il 1º maggio 2009. Le riprese dovevano essere effettuate a Malta e poi a Praga e in Islanda.
Qualche mese dopo l'annuncio la Disney annunciò che a causa dei pressanti impegni dei giovani attori l'uscita del film sarebbe stata rimandata al 7 maggio 2010 e la produzione fu spostata ad ottobre 2008.
Johnson riorganizzò tutta la produzione decidendo di girare alla Playas de Rosarito nel sud della California al confine con il Messico, ambientando quindi le riprese in mare nella stessa vasca gigantesca usata per girare il film Titanic di James Cameron e Master and Commander - Sfida ai confini del mare. Le riprese erano state anche programmate in Australia. Disney e Walden si interrogarono sulla sicurezza della zona, in quanto il confine con il Messico è molto vicino e la zona è soggetta a flussi migratori clandestini. Alla fine si scelse per i Warner Roadshow Studios nel Queensland in Australia.
Nel dicembre 2008 la Disney scelse definitivamente di non entrare nella produzione del film. Nel gennaio 2009 la 20th Century Fox ha quindi rimpiazzato la Walt Disney Pictures come distributore. Questa scelta si è resa necessaria dopo le dispute tra la Disney e la Walden relative al budget di Le cronache di Narnia - Il principe Caspian.
Il budget per la realizzazione del film è stato di 155 milioni di dollari.

### Riprese
Dopo tanti rinvii le riprese sono finalmente iniziate nel Queensland, in Australia il 27 luglio 2009, come confermato da Ernie Malik e sono terminate il 21 novembre 2009.

## Distribuzione
Dopo tanti rinvii è stata decisa una data definitiva, il film è uscito in tutto il mondo tra il 9 e il 10 dicembre 2010. All'inizio del dicembre 2009 sono state pubblicate le prime tre immagini ufficiali sul social network Facebook. Il 17 giugno 2010 è uscito il primo trailer ufficiale. 20th Century Fox ha successivamente annunciato il 23 marzo 2010 che il film sarebbe stato convertito in 3-D.
In Italia il film è uscito nelle sale il 17 dicembre 2010.

## Colonna sonora
Il tema ufficiale del film è cantato da Carrie Underwood e s'intitola There's a Place for Us. 
Tuttavia la casa di produzione cinematografica ha scelto per ogni diverso paese un interprete nazionale. Per l'Italia sono stati scelti i Sonohra.

## Critica e incassi
Come il precedente, anche il terzo film della saga di Narnia ha incontrato un successo moderato. Su Rotten Tomatoes ha avuto un voto di 5,7/10. Il film è stato criticato per la scarsa presenza di due dei fratelli protagonisti (Peter e Susan), che appaiono solo per brevi momenti; Peter e Susan, del resto, sono assenti anche nel libro da cui il film è tratto. La trama è stata considerata migliore di quella del precedente film, ma priva di combattimenti altrettanto emozionanti. 
Il film ha incassato 415.686.217 dollari, risultando comunque uno dei più visti nel 2010.

## Riconoscimenti
- 2011 - Golden Globe
  - Candidatura miglior canzone originale (C'è un posto per noi) a David Hodges, Carrie Underwood e Hillary Lindsey
- 2011 - Saturn Award
  - Candidatura Miglior film fantasy
  - Candidatura Miglior attore emergente a Will Poulter
  - Candidatura Miglior costumi a Isis Mussenden
  - Candidatura Miglior effetti speciali a Barrie Hemsley e Angus Bickerton
- 2011 - Young Artist Award
  - Candidatura Miglior giovane cast a Georgie Henley, Skandar Keynes e Will Poulter
- 2011 - Visual Effects Society
  - Candidatura Miglior personaggio animato (Ripicì) a Gabriele Zucchelli, Catherine Mullan, Benoit Dubuc e Peta Bayley
- 2010 - Phoenix Film Critics Society Awards
  - Candidatura Miglior film per la famiglia
  - Candidatura Miglior giovane attore a Will Poulter
  - Candidatura Miglior canzone originale (There's a Place for Us) a Carrie Underwood, David Hodges e Hillary Lindsey
- 2011 - London Critics Circle Film Awards
  - Candidatura Attore britannico giovane dell'anno a Will Poulter
- 2011 - National Movie Awards
  - Candidatura Performance dell'anno a Ben Barnes
  - Candidatura Performance dell'anno a Georgie Henley
- 2011 - MovieGuide Awards
  - Film più stimolante
  - Candidatura Interpretazione più stimolante a Georgie Henley
- 2010 - Art Directors Guild Award
  - Candidatura Miglior scenografia per un film fantasy
- 2011 - Hollywood Post Alliance
  - Candidatura Miglior colonna sonora a Julien Goldsbrough, Alex Payman e Jan Adamczyk
- 2011 - 3D Creative Arts Awards
  - Miglior film d'azione in 3D
- 2011 - Muz-TV Music Awards
  - Candidatura Miglior colonna sonora (Instantly) a Sergey Lazarev
- 2010 - IGN Summer Movie Awards
  - Candidatura Miglior film fantasy

## Sequel
Abbandonato il progetto per un prequel già da diversi anni, nel 2015 arrivano le prime notizie sul nuovo sequel, che si baserà sul quarto romanzo della saga intitolato La sedia d'argento. La trama è ambientata a Narnia decenni dopo gli eventi del terzo libro (ma solo un anno è passato nel mondo reale). Caspian, ormai re, cerca l'aiuto di Aslan per cercare di salvare il Principe Rilian, suo figlio ed erede. In questa nuova avventura, Aslan decide quindi di coinvolgere due studenti, Eustace Scrubb (già presente nel romanzo precedente) e Jill Poole (amica di Eustace, menzionata alla fine del film dalla mamma del medesimo ragazzo) nuova entrata a Narnia.
Lo sceneggiatore David Maggee (Vita di Pi e Neverland) ha anticipato sul suo account Twitter che la bozza del nuovo film è stata completata, e per questo la pellicola è in fase di produzione. L'uscita era prevista per la fine del 2016.
La Mark Gordon Company e la The C.S. Lewis Company hanno pure annunciato di essersi messe al lavoro per produrre indipendentemente il progetto del film dopo aver concluso il loro rapporto con la Fox 2000, nel 2013. Il 5 luglio 2017 la Sony comunica che le riprese del film inizieranno nel novembre successivo. Tuttavia, nel 2018 è stato annunciato che Netflix aveva acquistato i diritti per la produzione dei futuri adattamenti televisivi e cinematografici, il che ha portato alla cancellazione del progetto. Un nuovo reboot della saga è attualmente in lavorazione sotto la direzione di Greta Gerwig.